# Episodi di Mister Ed, il mulo parlante (sesta stagione)
La sesta stagione della serie televisiva Mister Ed, il mulo parlante (Mister Ed) è andata in onda negli Stati Uniti dal 12 settembre 1965 al 6 febbraio 1966 sulla CBS.
| nº | Titolo originale           | Prima TV USA      | Titolo italiano | Prima TV Italia |
| -- | -------------------------- | ----------------- | --------------- | --------------- |
| 1  | Ed the Counterspy          | 12 settembre 1965 |                 |                 |
| 2  | Ed a Go-Go                 | 19 settembre 1965 |                 |                 |
| 3  | Coldfinger                 | 26 settembre 1965 |                 |                 |
| 4  | Spies Strike Back          | 3 ottobre 1965    |                 |                 |
| 5  | Love and the Single Horse  | 10 ottobre 1965   |                 |                 |
| 6  | Anybody Got a Zebra?       | 17 ottobre 1965   |                 |                 |
| 7  | TV or Not TV               | 24 ottobre 1965   |                 |                 |
| 8  | The Horse and the Pussycat | 31 ottobre 1965   |                 |                 |
| 9  | Don't Skin That Bear       | 7 novembre 1965   |                 |                 |
| 10 | Ed the Bridegroom          | 26 dicembre 1965  |                 |                 |
| 11 | Ed and the Motorcycle      | 2 gennaio 1966    |                 |                 |
| 12 | Cherokee Ed                | 9 gennaio 1966    |                 |                 |
| 13 | Ed Goes to College         | 6 febbraio 1966   |                 |                 |

## Ed the Counterspy
- Prima televisiva: 12 settembre 1965

### Trama
- Guest star: James Flavin (Slattery), Barry Kelley (padre di Carol), Roger Torrey (Guardia Costiera), Mike Mazurki (Beppo), Jacqueline Beer (Inez)

## Ed a Go-Go
- Prima televisiva: 19 settembre 1965

### Trama
- Guest star: Johnny Crawford (Jeff Kerrigan), Frank Wilcox (Mr. Kerrigan)

## Coldfinger
- Prima televisiva: 26 settembre 1965

### Trama
- Guest star: Victor Sen Yung (cameriere), Henry Brandon (Derek), Bill Baldwin (TV annunciatore), Richard Norris (uomo), Oscar Beregi Jr. (Kosh), James Flavin (Slattery), Logan Field (Hogan), Nobu McCarthy (Mai Ling)

## Spies Strike Back
- Prima televisiva: 3 ottobre 1965

### Trama
- Guest star: Logan Field (Hogan), James Flavin (Slattery), Jack Del Rio (Brockman), Henry Brandon (Derek), Oscar Beregi Jr. (Kosh), Nobu McCarthy (Mai Ling)

## Love and the Single Horse
- Prima televisiva: 10 ottobre 1965

### Trama
- Guest star: June Whitley Taylor (Phoebe Crowley), Ross Elliott (Dexter Crowley), Marcia Mae Jones (Mrs. Fosdick), Ray Kellogg (guardia), Irene Ryan (Granny Clampett), Raymond Bailey (Mr. Durvis), Robert Nunn (B.J. Fosdick)

## Anybody Got a Zebra?
- Prima televisiva: 17 ottobre 1965

### Trama
- Guest star: Sandra Gould (Gertrude), James Flavin (Slattery), Percy Helton (Zoo Attendant), Vincent Beck (Krona), Victor French (Murphy)

## TV or Not TV
- Prima televisiva: 24 ottobre 1965

### Trama
- Guest star: Barry Kelley (Carol's Dad), George N. Neise (Happy Hannegan), Joe Conley (TV Man), Michael Ross (Jarvis)

## The Horse and the Pussycat
- Prima televisiva: 31 ottobre 1965

### Trama
- Guest star: Hazel Shermet (Selma Pritchard), Henry Corden (Schultz), Janice Carroll (infermiera), Rolfe Sedan (dottor Robbins), Barbara Morrison (cliente)

## Don't Skin That Bear
- Prima televisiva: 7 novembre 1965

### Trama
- Guest star: Bobby Diamond (Chuck), Barry Kelley (Carol's Dad), John J. Fox (Mr. Donahue), Barbara Pepper (Mrs. Schultz), Lou Krugman (dottor Gruber)

## Ed the Bridegroom
- Prima televisiva: 26 dicembre 1965

### Trama
- Guest star: Barry Kelley (Carol's Dad), John Qualen (Justice of Peace), Les Tremayne (dottor Brink)

## Ed and the Motorcycle
- Prima televisiva: 2 gennaio 1966

### Trama
- Guest star: Barry Kelley (Carol's Dad), Bobby Diamond (Steve), Ray Kellogg (Park poliziotto), Judson Pratt (Poliziotto)

## Cherokee Ed
- Prima televisiva: 9 gennaio 1966

### Trama
- Guest star: Barry Kelley (padre di Carol), Cliff Hall (Vet)

## Ed Goes to College
- Prima televisiva: 6 febbraio 1966

### Trama
- Guest star: Barry Kelley (Carol's Dad), Thomas Browne Henry (professore), Bill Quinn (chirurgo)